# Akshaye Khanna
Akshaye Khanna (Jalandhar, 28 maart 1975) is een Indiase acteur die voornamelijk in Hindi films speelt.

## Biografie
Khanna maakte zijn debuut in 1997 met Himalay Putra, waarin ook zijn vader Vinod Khanna een rol had. Zijn jongere broer Rahul Khanna is eveneens een acteur.

## Filmografie
| Jaar | Film                               | Rol                           | Opmerking                                          |
| ---- | ---------------------------------- | ----------------------------- | -------------------------------------------------- |
| 1997 | Himalay Putra                      | Abhay                         |                                                    |
| 1997 | Border                             | Dharamvir Singh Bhan          |                                                    |
| 1997 | Mohabbat                           | Rohit Malhotra/ Tony Braganza |                                                    |
| 1997 | Bhai Bhai                          |                               | nummer "Tera Naam Loonga"                          |
| 1998 | Doli Saja Ke Rakhna                | Inderjit Bansal               |                                                    |
| 1998 | Kudrat                             | Vijay                         |                                                    |
| 1999 | Aa Ab Laut Chalen                  | Rohan Khanna                  |                                                    |
| 1999 | Laawaris                           | Vijay/ Kapitein Dada          |                                                    |
| 1999 | Taal                               | Manav Mehta                   |                                                    |
| 1999 | Dahek                              | Sameer Roshan                 |                                                    |
| 2001 | Dil Chahta Hai                     | Siddharth Sinha               |                                                    |
| 2001 | Love You Haamesha                  | Shaurat                       |                                                    |
| 2002 | Humraaz                            | Karan Malhotra                |                                                    |
| 2002 | Deewangee                          | Raj Goyal                     |                                                    |
| 2002 | Bollywood/Hollywood                | zichzelf                      | gastoptreden                                       |
| 2003 | Hungama                            | Jeetu                         |                                                    |
| 2003 | LOC Kargil                         | luitenant Balwan Singh        |                                                    |
| 2003 | Border Hindustan Ka                | Mobarak                       | gastoptreden                                       |
| 2004 | Deewaar                            | Gaurav Kaul                   |                                                    |
| 2004 | Hulchul                            | Jai Chand                     |                                                    |
| 2006 | Shaadi Se Pehle                    | Ashish Khanna                 |                                                    |
| 2006 | 36 China Town                      | agent Karan                   |                                                    |
| 2006 | Aap Ki Khatir                      | Aman Mehra                    | ook zanger "Aap Ki Khatir (Unplugged)"             |
| 2007 | Salaam-e-Ishq: A Tribute to Love   | Shiven Dungarpur              |                                                    |
| 2007 | Naqaab                             | Vicky Malhotra                |                                                    |
| 2007 | Gandhi, My Father                  | Harilal Gandhi                |                                                    |
| 2007 | Aaja Nachle                        | Minister Raja Uday Singh      |                                                    |
| 2008 | Race                               | Rajiv Singh                   |                                                    |
| 2008 | Mere Baap Pehle Aap                | Gaurav Rane                   |                                                    |
| 2009 | Luck by Chance                     | zichzelf                      | gastoptreden                                       |
| 2009 | Shortkut                           | Shekhar Giriraj               |                                                    |
| 2010 | Aakrosh                            | Siddhant Chaturvedi           |                                                    |
| 2010 | No Problem                         | Raj Ambani                    |                                                    |
| 2010 | Tees Maar Khan                     | Aatish Kapoor                 |                                                    |
| 2012 | Delhi Safari                       | Alex                          | stemacteur, animatiefilm                           |
| 2012 | Gali Gali Chor Hai                 | Bharat                        |                                                    |
| 2016 | Dishoom                            | Wagah                         |                                                    |
| 2017 | Mom                                | Mathew Francis                |                                                    |
| 2017 | Ittefaq                            | Dev                           |                                                    |
| 2019 | The Accidental Prime Minister      | Sanjaya Baru                  |                                                    |
| 2019 | Section 375                        | advocaat Tarun Saluja         |                                                    |
| 2020 | Sab Kushal Mangal                  | Babu Bhandari                 |                                                    |
| 2021 | State of Siege: Temple Attack      | Hanut Singh                   |                                                    |
| 2021 | Hungama 2                          | Premnath Pann                 | gastoptreden                                       |
| 2022 | Drishyam 2                         | Tarun Ahlawat                 |                                                    |
| 2025 | Chhaava                            | Aurangzeb                     |                                                    |
| 2025 | Akshardham: Operation Vajra Shakti | Hanut Singh                   | theatrale versie van State of Siege: Temple Attack |